# Бремен
Бремен град је Ханзе у северозападној Немачкој на реци Везер.
То је главни и највећи град немачке савезне државе Бремен, којој осим Бремена припада и 60 километара удаљена лука Бремерхафен.
Бремен је центар европске метрополитенске регије Бремен-Олденбург, која је 1 од 11 таквих региона у Немачкој.
Бремен је седиште локалне власти и већине покрајинских институција.
Симбол града је статуа Роланда, а позната је и бајка о бременским музикантима. 

## Историја
Током 8−ог века, војска Карла Великог је освојила пределе око реке Везер у намери да преведе становништво у хришћанство. Бремен је постао седиште бискупије. У наредним вековима бискупи Бремена су били значајни у превођењу Скандинаваца у хришћанство.
У 12. веку моћ Цркве је опала, а Бремен је постао град трговине са јаким утицајем на Северном мору. Ова доминација је престала када је трговачки савез Ханзе проширио своје активности из Балтика на Северно море. Током раног 14. века бродови Бремена су гусарили бродове Ханзе. Да би се избегао даљи сукоб, представници Бремена су отишли на састанак са вођама Ханзеатске лиге у Либек и пристали су да се учлане у Лигу (1358)
Бремен није био сувише заинтересован за подухвате Ханзеатске Лиге. Граду је била потребна помоћ у борби са племенима Фризије, која су владала областима око ушћа реке Везер, али се нису упуштали у ратове на Балтику. Године 1425. конфликт је ескалирао, када су грађани спалили списе овог трговачког удружења на градском тргу. Бремен је избачен из савеза 1427.
Године 1620. прва немачка вештачка лука (Вегесак) подигнута је у Бремену.
После Другог светског рата, Бремен је постао део Америчке окупационе зоне јер су САД желеле да имају бар неку луку својој зони. Ово је спречило да Бремен буде укључен у савезну државу Доња Саксонија која је створена у британској зони. Тако је Бремен постао самостална западнонемачка покрајина.

## Индустрија
- Airbus Немачка (авиони)
- Beck & Co. (пивара, део белгијског InBev−а)
- DaimlerChrysler
- Feodora (чоколаде)
- Kellogg's за Немачку (храна)
- Kraft Foods за Немачку (храна)
- Tchibo и Eduscho (кафа)

## Скупштина града
(избори одржани 25. мај 2003)
СПД 40 посланика

ЦДУ 29 посланика

Зелени 12 посланика

ФДП 1 посланик

ДВУ 1 посланик

## Галерија
- Река Везер у Бремену
- Четири бременска музиканта
- Статуа Роланда
- Пивара Бек